# Скопление галактик
Скопления галактик — гравитационно-связанные системы галактик, одни из самых больших структур во Вселенной.
Характерный размер по диаметру — десятки миллионов световых лет.
Скопления условно разделяются на два вида:
- регулярные — скопления правильной сферической формы, в которых преобладают эллиптические и линзовидные галактики, с чётко выраженной центральной частью. В центрах таких скоплений расположены гигантские эллиптические галактики. Пример регулярного скопления — скопление Волос Вероники.
- иррегулярные — скопления без определённой формы, по количеству галактик уступающие регулярным. В скоплениях этого вида преобладают спиральные галактики. Пример — скопление Девы.

Массы скоплений варьируются от 1014 до 1015 масс Солнца.
В конце августа 2016 года астрономы сообщили о нахождении самого старого на тот момент скопления галактик (CL J1001+0220), расположенного в созвездии Секстанта на расстоянии в 11,1 миллиарда световых лет от Земли.
Команда учёных, работавших на эксперименте NIKA, впервые получила изображение распределения скорости газа при слиянии нескольких скоплений галактик.

## Основные свойства
Скопления галактик обычно имеют такие свойства:
- Они содержат от 100 до 1000 галактик, горячий рентгеновский газ и большое количество тёмной материи. Подробности описаны в разделе «Состав».
- Распространение этих трёх компонентов в кластерах примерно одинаково.
- Их общие массы от 1014 до 1015 масс Солнца.
- Как правило, имеют диаметр от 2 до 10 Мпк.
- Разброс скоростей для отдельных галактик составляет около 800—1000 км/с.

## Состав
| Название компонента                            | Массовая доля | Описание |
| ---------------------------------------------- | ------------- | --- |
| Галактики                                      | 1 %           | В оптических наблюдениях видны только галактики                                                                     |
| Межгалактический газ во внутрикластерной среде | 9 %           | Плазма между галактиками при высокой температуре испускает рентгеновское излучение при тепловом тормозном излучении |
| Темная материя                                 | 90 %          | Самый массивный объект, но не наблюдаемый оптически и выводится через гравитационные взаимодействия                 |

## Классификация
Звёзды, Звёздные скопления, Скопления галактик, Сверхскопления галактик.

## Оптические наблюдения
Астрофотометрия позволяет определить типы галактик, входящих в скопление, их светимости, размеры и т. д. Важнейшую информацию несут спектральные наблюдения: по смещению линий в спектре галактик определяют их лучевые скорости viR. Средняя лучевая скорость галактик:
{\displaystyle v_{0R}=\sum \limits _{i=1}^{N}v_{iR}/N}
где N — полное число галактик в скоплении
Полное число галактик соответствует скорости удаления от наблюдателя скопления как целого. Используя закон Хаббла, можно оценить расстояние до скопления галактик. Обычно предполагают, что распределение галактик по скоростям в системе покоя скопления как целого изотропно, тогда среднеквадратичное отличие скорости от средней {\displaystyle \sigma _{v}={{\sqrt {3}} \over N}\left[\sum \limits _{i=1}^{N}\left(v_{iR}-v_{0R}\right)^{2}\right]^{\frac {1}{2}}}. В богатых скоплениях галактик {\displaystyle \sigma _{v}} превышает 1000 км/с.

## Рентгеновские наблюдения
Рентгеновские наблюдения со спутников Ухуру (США) и Ариэль (Великобритания) показали, что практически все богатые скопления галактик являются мощными рентгеновскими источниками со светимостями ~1042−1044 эрг/с. Рентгеновское излучение скоплений интерпретируется как тормозное и рекомбинационное излучение горячего межгалактического газа с плотностью, превышающей 10-3 см-3, и температурой К. Это подтверждается наблюдениями ряда скоплений галактик в жестком рентгеновском диапазоне, которые обнаруживают экспоненциальный завал спектра (ослабление излучения) при энергиях фотонов кэВ, характерный для тормозного излучения облака разреженной плазмы. Ещё более важным подтверждением такой интерпретации явилось обнаружение (при наблюдениях со спутников ОСО-8, США, Ариэль, ХЕАО-А, США) в спектрах коплений в Деве, Кентавре и скопления Кома рентгеновских линий железа с кэВ. Линии излучаются водородо- и гелиеподобными ионами железа, то есть ионами, имеющими ядро с зарядом 26 и один или два электрона. Именно эти линии характерны для горячей оптически тонкой плазмы с электронной температурой К. Наблюдаемая эквивалентная ширина спектральных линий 0,5 кэВ, что свидетельствует об обилии железа, близком к солнечному. В скоплении галактик в созвездии Девы наблюдаются линии водородоподобных ионов кремния, серы, литиеподобного железа и т. п.

## Радиоизлучение скоплений
Интересную информацию о межгалактическом газе в скоплениях галактик дали радионаблюдения в метровом диапазоне длин волн. Они показали наличие в скоплениях галактик радиоисточников неправильной формы, обладающих компактной «головой» и длинным «хвостом». Эти данные легко интерпретируются, если предположить, что радиоисточник — облако релятивистских электронов, излучающих синхротронным механизмом в магнитном поле, движется относительно межгалактического газа. Наличие скорости приводит к тому, что лобовое давление сжимает радиоисточник с одной стороны («голова»), а уменьшение давления с другой стороны приводит к образованию протяженного «хвоста». В центральной части богатых световых галактик часто находятся мощные радиогалактики, излучение которых особенно интенсивно в метровом диапазоне длин волн. В сантиметровом диапазоне излучение радиогалактик очень слабо. Здесь, однако, может проявить себя излучение компактных радиоисточников в ядрах галактик.